# شارل الرابع دوق أنجو
شارل الرابع دوق أنجو (بالفرنسية: Charles V d'Anjou)‏ أيضًا شارل من ماين وكونت لو ماين وغيز (1446-1481) نجل الأمير الأنجوفي شارل لو ماين كونت ماين، والذي كان الابن الأصغر للويس الثاني دوق أنجو ويولاند من أراغون ملكة الأربع الممالك.